# USS Barry (DD-933)
Pour les articles homonymes, voir USS Barry.
L' USS Barry (DD-933) était l'un des dix-huit destroyers de classe ''Forrest Sherman'' de l'United States Navy et le troisième destroyer américain à porter le nom du commodore John Barry.

## Historique
Commandé en 1954, l'USS Barry a passé la majeure partie de sa carrière dans les Caraïbes, l'Atlantique et la Méditerranée, mais a également servi pendant la Guerre du Viêt Nam, pour laquelle il a obtenu deux Battle Star. Un autre aspect notable de son service a été la crise des missiles de Cuba en 1962.

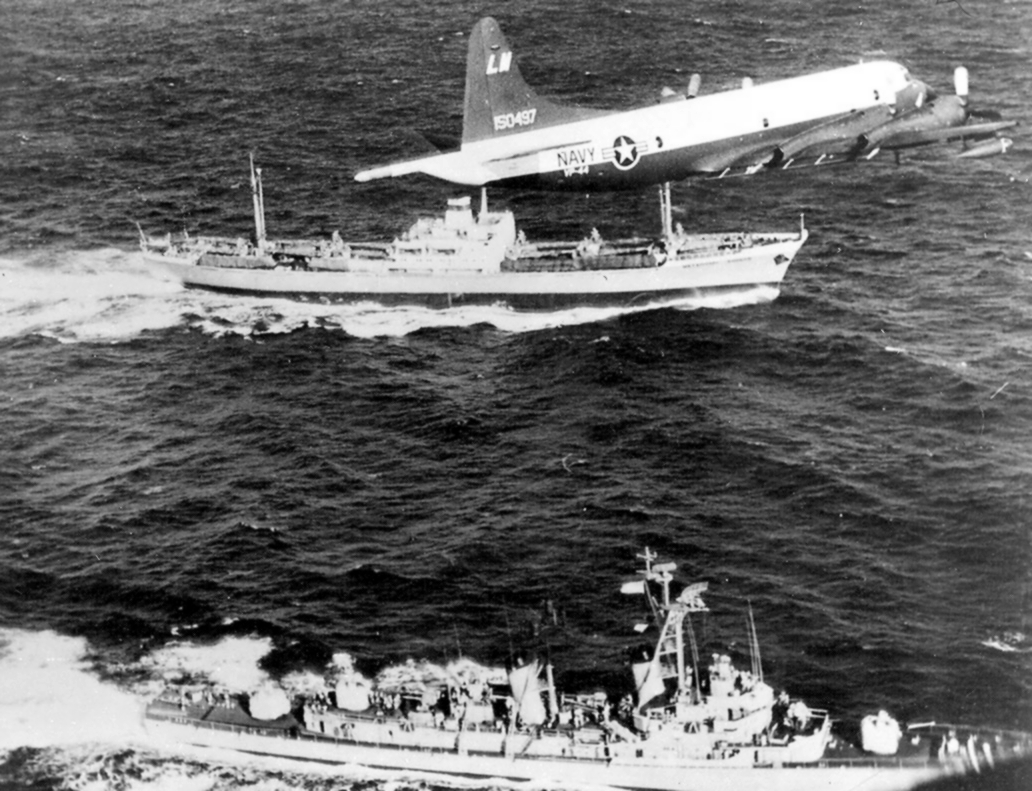
Avec le Métallurgiste Ansonov pendant la Crise des missiles de Cuba.

Désarmé en 1982, il est devenu le « Display Ship Barry » (DS Barry), un navire musée du Washington Navy Yard à Washington, D.C., en 1984.
La rénovation du DS Barry, pour lui permettre de continuer en tant que navire musée, a été jugée trop coûteuse à justifier. De plus, la construction prévue d'un pont à travée fixe pour remplacer le Frederick Douglass Memorial Bridge, un pont tournant, l'aurait piégé définitivement au Washington Navy Yard. La mise au rebut était donc la seule option réaliste. Une cérémonie officielle de départ du navire a eu lieu le 17 octobre 2015 et il a été remorqué le 7 mai 2016 pour être démoli à Philadelphie,,.